# Pisay Pao
Pisay Pao (* 1. November 1984 in Thailand) ist eine kambodschanisch-amerikanische Schauspielerin.

## Leben
Paos Eltern sind Kambodschaner und waren im dortigen Bürgerkrieg. Sie überquerten die Grenze nach Thailand, wo Pao in einem Flüchtlingslager geboren wurde. Mit zwei Jahren kam sie in die Vereinigten Staaten, wo sie seitdem in Seattle, Washington lebte. Von ihren Eltern zu akademischen Leistungen gedrängt erlangte sie ein Stipendium für die University of Washington, aber nach einem Jahr dort entschied sie sich im Modebereich und besuchte eine Designschule. Nach dem Abschluss wurde sie durch eine befreundete Schauspielerin an eine Talentagentur vermittelt, durch die sie zunächst Werbeaufträge erhielt.
Pao wurde bekannt durch die Hauptrolle der Cassandra in den ersten Staffeln von Z Nation.

## Filmografie (Auswahl)
- 2005: Simply Fobulous
- 2009: The Whole Truth
- 2014–2016: Z Nation (Fernsehserie, 19 Episoden)
- 2016: Navy CIS: L.A. (Fernsehserie, 1 Episode)
- 2019: Die Kunst des toten Mannes (Velvet Buzzsaw)
- 2019: We Take the Low Road
- 2019: Microaggressions (Miniserie, 5 Episoden)
- 2019: Navy CIS: New Orleans (Fernsehserie, 1 Episode)
- 2019–2020: Doom Patrol (Fernsehserie, 3 Episoden)